# M-ordningen
M-ordningen står for miks- eller mellemtingsordningen og er en vedligeholdelsesordning for almene lejemål og boligorganisationer. Indenfor lov om leje af almene boliger, tager den almene lejers vedligeholdelsespligter udgangspunkt i A-ordningen eller B-ordningen, dertil kommer den ekstra vedligeholdelse og istandsættelse, som oprindeligt var lejerens pligt, men nu falder udenfor A- eller B-ordningen, da afdelingen forestår denne vedligeholdelse som turnusarbejder, og dermed fritages lejeren for sit almindelige vedligeholdelsesansvar. Denne mellemvariant hedder M-ordningen. 

## Retstilstanden, 2010
I lov om leje af almene boliger, § 28, er M-ordningen afgrænset ved fortolkning af ordet ”visse” i § 28, og det er i fortolkningen af dette ord, at M-ordningen udspringer, som er et miks mellem A- og B-ordningen for vedligeholdelse af en almen lejebolig. Miks- eller mellemtingsordningen forkortes M-ordningen. M-ordningen skal fra lejerens synsvinkel tage udgangspunkt i A- eller B-ordningen, og for den almene boligafdelings synspunkt fra alle de turnusarbejder, som er planlagt evt. ved en lejers fraflytning, og vedtaget af lejerne på et afdelingsmøde (generalforsamlingen i en almen boligafdeling). 
Lov om leje af almene boliger, § 28, har til formål at vælte enkeltstående vedligeholdelsesarbejder tilbage til afdelingen (udlejeren), og afdelingen skal ved fortolkning af reglen se den i forhold til vedligeholdelsesbekendtgørelsens § 11 og driftsbekendtgørelsens § 62.
§ 28 giver mulighed for, at selvom lejeren har forpligtet sig til vedligeholdelsen, kan denne vedligeholdelse flyttes/væltes tilbage på udlejer for enkeltstående arbejder, eksempelvis maling af karme i lejlighederne. Og for at slå det helt fast, så er det udførelsen af disse enkeltstående arbejder som kaldes for turnusarbejder. Ved tolkning af reglen, er det udlejer, herunder afdelingen, som bestemmer hvilke turnusarbejder, som skal udføres. M-ordningen er derfor et miks af den valgte A- eller B-ordning og de dertilhørende turnusarbejder, som lejer er blevet indrømmet af udlejer. 
M-ordningen er juridisk gyldig, hvis man går ind og tolker på hvad som er disse andre arbejder, som vedligeholdelsesbekendtgørelsens § 11 giver hjemmel til, må udføres, uanset om A- eller B-ordningen er gældende i afdelingen. Grænserne for, hvad disse arbejder kan omfatte, står hen i det uvisse, og arbejdet skal indeholdes indenfor ordet i § 28, ”visse vedligeholdelsesarbejder”, så der må jo være en grænse. Men da der ikke findes retspraksis på området, kan alle byde ind. Da det nu er de enkelte afdelinger og ikke boligforeningen, som vedtager en mellemtingsordning med turnusarbejder og A- eller B-vedligeholdelsesordningen, vil afdelinger med M-ordningen hyppigere forekomme, da den er lettere få vedtaget på et afdelingsmøde i en enkelt afdeling end gennem boligorganisationens repræsentantskabsmøde, hvor den enkelte afdeling typisk er repræsenteret med 2 til 7 repræsentantskabsmedlemmer.   
Turnusarbejdene betales efter driftsbekendtgørelsen af udlejer og dermed afdelingen, og af denne fremgår det, at de pågældende arbejder indenfor begrebet: ”indvendig vedligeholdelse” må antages at være alle kendte former for vedligeholdelsesarbejder, da for eksempel maling af karmene ikke kan siges at øge lejlighedens brugsværdi.

## Ekstern henvisning
- Bekendtgørelse om vedligeholdelse og istandsættelse af almene boliger, nr. 640, af 15.06.2006
- Ændringsbekendtgørelsen nr. 1413 af 9. december 2009
- A-ordningen
- B-ordningen
- VesterBo Bladet nr. 2, 2010 side 8-9.